# 秋田市立赤平小学校
秋田市立赤平小学校（あきたしりつ あかひらしょうがっこう）は、秋田県秋田市河辺赤平にあった公立小学校。学校区は、秋田市東部、おおむね、岩見川中流域、神内川沿いであった。  

## 概要
1875年創立の伝統校。2010年に秋田市立河辺小学校に統合され、134年に及ぶ歴史を閉じた。最後の児童数は21人だった。2022年現在、株式会社スクールファーム河辺が旧校舎を使用している。
- 敷地面積：m2
- 校舎面積：m2
- 屋内運動場面積：m2
- 屋外運動場面積:  m2

## 教育目標
- 心豊かに生き抜く
  - あ　　かるい　 あいさつ　 ひびかす子
  - か　　からだを　きたえる　げんきな子
  - ひ　　ひとの　　みになる　やさしい子
  - ら　　らんらん　わくわく 　とりくむ子

## 沿革
以下、注釈の無い項目は秋田市役所の公式サイトの情報によるもの。
- 1875年　	高岡小学校という名前で、和田小学校の分教室として設立
- 1892年　赤平尋常小学校として和田小学校から独立
- 1893年　二代目の校舎建築
- 1955年　三代目の校舎の6教室が完成、赤平橋が流され3日間休校となる
- 1957年　学校に電話が設置される
- 1969年　センター方式による給食実施
- 1973年　複式授業始まる
- 1980年　	体育館完成
- 1986年　　現在の校舎が完成

## 校歌
- 校歌のページを参照。
- 竹内瑛二郎 作詞、小野崎晋三　作曲

## 部活動
- サッカー

## 主な進学先
- 秋田市立河辺中学校

## 最寄駅
- 大張野駅

## アクセス
- 秋田中央トランスポート　南部線河辺Aコース　旧赤平小学校前下車

## 著名出身者
- 田口光久 （サッカー選手、日本代表）